# کایدو ساکس
کایدو ساکس (استونیایی: Kaido Saks؛ زادهٔ ۲۴ ژوئیهٔ ۱۹۸۶) بازیکن بسکتبال اهل استونی است.
از باشگاه‌هایی که در آن بازی کرده‌است می‌توان به باشگاه بسکتبال تالین کالو اشاره کرد.